# Юсуф Мухлис паша Серезли
Юсуф Мухлис паша Серезли (на турски: Yusuf Muhlis Paşa, Serezli/Sirozi) е османски офицер и чиновник и поет.

## Биография
Роден е в 1784 година в Сяр, тогава в Османската империя, в семейството на управителя на града Исмаил бей Серезли. На 10 декември 1816 година става управител на Сяр. Става капуджия на Евбея (Егрибоз) в 1233 (1817 - 1818), по-късно става управител на Сарухан в 1237 (ноември 1821) и валия на Алепо (Халеб) в 1242 (1826 – 1827). В 1257 (1841) става валия на Айдън.
През юли 1840 година става румелийски валия и остава на поста до февруари 1842 година.
В 1842 година се пенсионира. Умира в 1843 година в Сяр. Построява в Сяр джамия и чешма.